# Kryptogenius
Genre
Kryptogenius est un genre de coléoptères de la famille des Pterogeniidae.

## Liste des espèces
D'après une révision de 1992, le genre comprend les espèces suivantes :
- Kryptogenius acericornis Burckhardt & Löbl, 1992
- Kryptogenius bidentatus Burckhardt & Löbl, 1992
- Kryptogenius crassilobus Burckhardt & Löbl, 1992
- Kryptogenius longilobus Burckhardt & Löbl, 1992
- Kryptogenius monilicornis Burckhardt & Löbl, 1992